# Тарамон
Тарамон или Терамон (грч. Ταγαροχώρι, Тагарохори) је насељено место у општини Бер у периферији Средишња Македонија, Грчка. Према попису из 2021. године било је 142 становника.
Према бугарском географу и историчару, Василу Канчову, у Тарамону је 1900. године живело 60 Словена хришћана. После 1923. године насељено је 39 грчких избегличких породица из Турске, укупно 151 особа.